# Karavelovo, Plovdiv
Karavelovo (în bulgară Каравелово) este un sat în comuna Karlovo, regiunea Plovdiv,  Bulgaria. 

## Demografie
Componența etnică a satului Karavelovo
     Bulgari (93,45%)
     Nicio identificare (5,57%)
     Altele (1,46%)
La recensământul din 2011, populația satului Karavelovo era de 1.436 locuitori. Din punct de vedere etnic, majoritatea locuitorilor (93,45%) erau bulgari. Pentru 5,57% din locuitori nu este cunoscută apartenența etnică.